# Силвио Берлускони
Силвио Берлускониⓘ (итал. Silvio Berlusconi; Милано, 29. септембар 1936 — Милано, 12. јун 2023) био je италијански бизнисмен и политичар. Берлускони је бивши премијер Италије. Био је вођа политичког покрета „Форца Италија“ (Напред Италијо), партије која је званично основана у јануару 1994, да би се први пут кандидовала за опште изборе у марту исте године; међутим 2008 ФИ је распуштена и Берлускони је основао нову политичку странку Народ слободе (Popolo della Libertà,PdL), која је се од 2013. зове Напред Италијо.
Берлускони је био кратко премијер (седам месеци) 1994. године. Године 2001. поново је постављен на исту функцију; друга Берлусконијева влада је најдуготрајнија у историји италијанске републике. 20. априла 2005, Берлускони је понудио оставку своје владе после пораза на регионалним изборима и унутрашњих проблема у коалицији. 23. априла 2005. формирао је нову владу без већих промена у саставу.
На парламентарним изборима у априлу 2006. године коалиција Силвија Берлусконија изгубила је од леве коалиције Романа Продија. Победа је била врло тесна (0,11%) па је Берлускони дуго оспоравао резултате избора да би на крају, ипак, почетком маја поднео оставку.
Међутим Продијева влада ће изгубити парламентарну већину и Берлусконијева центро-десничарска коалиција ПдЛ-ЛН-МпА ће однети побједу на изборима 2008.
12. новембра 2011. Берлускони подноси оставку председнику Италије Ђорђу Наполитану, после губљења парламентарне већине и велике економске кризе која је снашла земљу.
Он је био такође власник и оснивач медијских компанија које многи називају „италијанско медијско царство“. Према Форбс магазину, Силвио Берлускони је најбогатији човек у Италији са иметком вредном 12.000.000.000 долара у 2005-ој, а истовремено и 25. најбогатији човек на свету .
Био је председник и фудбалског клуба ФК Милан између 1986. и 2004; после његове оставке – која је изнуђена законом – 26. децембра 2004. тим није изабрао новог председника , тако да је он до смрти био само сувласник тима.
Са четири владе током 9 година је закључно са 12. јуном 2023. на трећем месту по дужини мандата као шеф владе у Италији. Испред њега су Ђовани Ђолити и Бенито Мусолини, који су били шефови влада у Краљевини Италији.

## Политичка каријера
Берлускони се брзо попео на чело италијанске политике у јануару 1994. године. Први пут је изабран у Представнички дом и именован за премијера након општих избора у Италији 1994. године, када је Форца Италиа добила релативну већину само три месеца након покретања. Његов кабинет се срушио после девет месеци због унутрашњих несугласица међу коалиционим странкама. На општим изборима у Италији 1996. године, Берлускони је поражен од кандидата левог центра Романа Продија. На општим изборима у Италији 2001. поново је био кандидат десног центра за премијера и победио је кандидата левог центра Франческа Рутелија. Берлускони је потом формирао свој други и трећи кабинет, до 2006. године. Берлускони је био лидер коалиције десног центра на општим изборима у Италији 2006. године, које је изгубио веома малом разликом, а противкандидат му је поново био Проди. Поново је изабран на општим изборима у Италији 2008. након распада Продијевог другог кабинета и положио је трећи пут заклетву као премијер 8. маја 2008.
Након што је изгубио већину у парламенту због растућих фискалних проблема у вези са европском дужничком кризом, Берлускони је поднео оставку на место премијера 16. новембра 2011. Берлускони је предводио Народ слободе и његове десничарске савезнике у кампањи за опште изборе у Италији 2013 . Иако је првобитно планирао да се кандидује за пети мандат као премијер, као део споразума са Лега Норд, он би уместо тога планирао да предводи коалицију без да постане премијер. Берлусконијева коалиција десног центра добила је 29 одсто гласова, заузевши друго место, после коалиције левог центра Италија Заједничко добро коју предводи Пјер Луиђи Берсани. Након тога, Берлусконијеви савезници су подржали Лету кабинет на челу са Енриком Летом из Демократске странке, заједно са центристичким Грађанским избором бившег премијера Марија Монтија.
Берлускони је критикован због своје изборне коалиције са десничарским популистичким партијама (Лега Норд и Национална алијанса) и због извињења на рачун Мусолинија; такође се званично извинио за поступке Италије у Либији током колонијалне владавине. Док је био на власти, Берлускони је задржао власништво над Медиасетом, највећом медијском компанијом у Италији, и критикован је због своје доминације над италијанским медијима. Његово вођство је такође поткопано сексуалним скандалима.

### Победа на изборима 1994
Да би победио на општим изборима у марту 1994., Берлускони је формирао два одвојена изборна савеза: Народ слободе (Polo delle Liberta) са Лега Норд (Северна лига) у северним италијанским окрузима, и други, Народ добре владе (Polo del Buon Governo), са Националном алијансом (Alleanza Nazionale), наследницом италијанског социјалног покрета, у централним и јужним регионима. У прагматичном потезу, он се није удружио са овим последњим на северу јер их Лега Норд није волела, а Форца Италиа је била у савезу са две стране које нису биле у савезу једна са другом.

## Спољна политика
Берлускони и његови кабинети су имали снажну тенденцију да подржавају америчку спољну политику, упркос политичкој подели између САД и многих оснивача Европске уније као што су Немачка, Француска и Белгија током администрације Џорџа В. Буша. Под Берлусконијевим вођством, италијанска влада је такође померила свој традиционални став о спољној политици од најпроарапскије западне владе, ка већем пријатељству са Израелом и Турском него у прошлости. То је резултирало ребалансом односа између свих медитеранских земаља, како би се постигла једнака блискост са њима. Берлускони је један од најјачих присталица захтева Турске за приступање Европској унији. Како би подржао молбу Турске, италијански премијер је позвао премијера Ердогана да учествује на састанку европских лидера Данске, Француске, Немачке, Холандије, Шпаније, Шведске и Уједињеног Краљевства, окупљених у Л'Аквили на самиту Г8 2009. Италија, са Берлусконијем на власти, постала је чврст савезник Сједињених Држава због његове подршке рату у Авганистану и рату у Ираку након инвазије на Ирак 2003. у рату против тероризма . Берлускони је 30. јануара 2003. потписао "Писмо осморице" подржавајући америчке припреме за инвазију на Ирак 2003. године.
Берлускони је, на састанцима са генералним секретаром Уједињених нација Кофијем Ананом и америчким председником Џорџом В. Бушом, рекао да се залагао за "јасан преокрет у ирачкој ситуацији" и за брзу предају суверенитета влади коју је изабрао ирачки народ. Италија је имала око 3.200 војника распоређених у јужном Ираку, трећи по величини тамошњи контингент после америчких и британских снага. Када је Романо Проди постао премијер, италијанске трупе су постепено повучене из Ирака у другој половини 2006. године, а последњи војници су напустили земљу у децембру те године.

### Сарадња са Западним Балканом
Дана 5. априла 2009. године, на самиту ЕУ-САД у Прагу, Берлускони је предложио мапу пута од осам тачака за убрзање евроатлантске интеграције западног Балкана . Током тог самита италијански министар спољних послова Франко Фратини је позвао своје европске колеге да пошаљу „видљиве и конкретне” знаке заинтересованим земљама (Србија, Косово, Босна, Црна Гора, Хрватска, Северна Македонија и Албанија).

## Изборна историја
| Избори | Кућа               | изборна јединица      | Гласови | Резултат |
| ------ | ------------------ | --------------------- | ------- | -------- |
| 1994   | Представнички дом  | Лацио 1 – Рим центар  | 34.354  | изабран  |
| 1996   | Представнички дом  | Ломбардија – Милано 1 | 46.098  | изабран  |
| 1999   | Европски парламент | Северозападна Италија | 992.657 | изабран  |
| 2001   | Представнички дом  | Ломбардија – Милано 1 | 42.098  | изабран  |
| 2006   | Представнички дом  | Кампанија 1           | –       | изабран  |
| 2008   | Представнички дом  | Молисе                | –       | изабран  |
| 2013   | Сенат Републике    | Молисе                | –       | изабран  |
| 2019   | Европски парламент | Северозападна Италија | 187.612 | изабран  |
| 2022   | Сенат Републике    | Ломбардија – Монца    | 231.440 | изабран  |